# Dysmathosoma
Dysmathosoma is een geslacht van kevers uit de familie van de boktorren (Cerambycidae). De wetenschappelijke naam van het geslacht werd in 1882 gepubliceerd door Charles Owen Waterhouse.

## Soorten
- Dysmathosoma lucidus Vives, 2004
- Dysmathosoma picipes Waterhouse, 1882